# Hoàng Tùng (Chính trị gia)
Hoàng Tùng (sinh ngày 24 tháng 01 năm 1980) là chính khách Việt Nam, hiện giữ chức Bí Thư Đảng Uỷ Phường An Khánh ,  thành phố Hồ Chí Minh. Ông đồng thời là đại biểu Hội đồng Nhân dân Thành phố Hồ Chí Minh khóa X nhiệm kỳ 2021–2026. Ông từng là Chủ tịch Uỷ ban nhân dân đầu tiên của Thành Phố Thủ Đức, khi Thành phố Thủ Đức được thành lập. 

## Tiểu sử
Hoàng Tùng sinh ngày 24 tháng 1 năm 1980 tại Xã Phổ Minh, huyện Đức Phổ, tỉnh Quảng Ngãi

### Học vấn:
- Cử nhân Kiến trúc, Trường Đại học Kiến trúc Thành phố Hồ Chí Minh.
- Thạc sĩ Quy hoạch vùng và Quy hoạch đô thị (Chương trình “300 Thạc sĩ, Tiến sĩ trẻ”), Australia. [4]
- Tiến sĩ Quy hoạch vùng và quy hoạch đô thị, Trường Đại học Kiến Trúc Thành Phố Hồ Chí Minh
- Cao cấp lý luận chính trị.

### Đảng:
- Kết nạp Đảng Cộng sản Việt Nam ngày 19 tháng 5 năm 2000

## Sự nghiệp

### Giảng dạy và Chuyên môn:
- 9/2002 – 12/2003: Giảng viên Trường Đại học Kiến trúc Thành phố Hồ Chí Minh.
- 12/2003 – 3/2006: Chuyên viên Phòng Quy hoạch chung, Sở Quy hoạch – Kiến trúc TP. HCM; song song theo học chương trình cao học tại Australia. [4]

### Công tác tại Sở Quy hoạch Kiến trúc TP. HCM
- 3/2006 – 7/2008: Phó Trưởng phòng Quy hoạch chung – Hạ tầng kỹ thuật.
- 7/2008 – 3/2017: Trưởng phòng Hạ tầng kỹ thuật; Bí thư Đoàn Thanh niên; Ủy viên Ban Chấp hành Đảng bộ Sở (nhiệm kỳ 2010–2015 và 2015–2020).[2]

### Lãnh đạo địa phương
- 3/2017 – 9/2019: Phó Giám đốc Sở Quy hoạch – Kiến trúc TP. HCM, Ủy viên Ban Chấp hành Đảng bộ Sở.[2]
- 9/2019 – 1/2021: Phó Bí thư Huyện ủy, Chủ tịch UBND huyện Nhà Bè.[5]
- 22/1/2021: Tại kỳ họp lần thứ nhất HĐND Thành phố Thủ Đức, ông được bầu làm Chủ tịch UBND Thành phố Thủ Đức [6]
- 2021–2026: Đại biểu HĐND Thành phố Hồ Chí Minh, đơn vị bầu cử số 03 (TP Thủ Đức).
- 01/07/2025: Bí Thư Đảng Ủy ban Nhân dân Phường An Khánh [1],  thành phố Hồ Chí Minh

### Giải thưởng và khen thưởng
- Bằng khen của Thủ tướng Chính phủ (2012).

- Bằng khen của Ủy ban Nhân dân TP. HCM (2013, 2014, 2019)
- Huân chương lao động hạng 3